# Superdruh
Superdruh (superspecies) je skupina blízce příbuzných druhů, které se v nedávné evoluční historii vyvinuly ze společného předka díky alopatrické speciaci. Označit skupinu druhů jako superdruh může být někdy kontroverzní, protože není definován přesný rozdíl mezi skupinou dobře odlišených druhů a jedním superdruhem. 
Superdruhy jsou zajímavé, protože zachycují evoluci takřka v akci. Často jsou superdruhy skupiny blízce příbuzných ptáků. Příkladem superdruhů jsou dvě severoamerické potápky, potápka Clarkova (Aechmophorus clarkii) a potápka západní (Aechmophorus occidentalis), společně formující superdruh. Také ptáci vlhovec západní (Sturnella neglecta) a vlhovec východní (Sturnella magna) jsou považováni za superdruh.

## Galerie

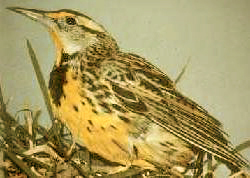
Vlhovec východní
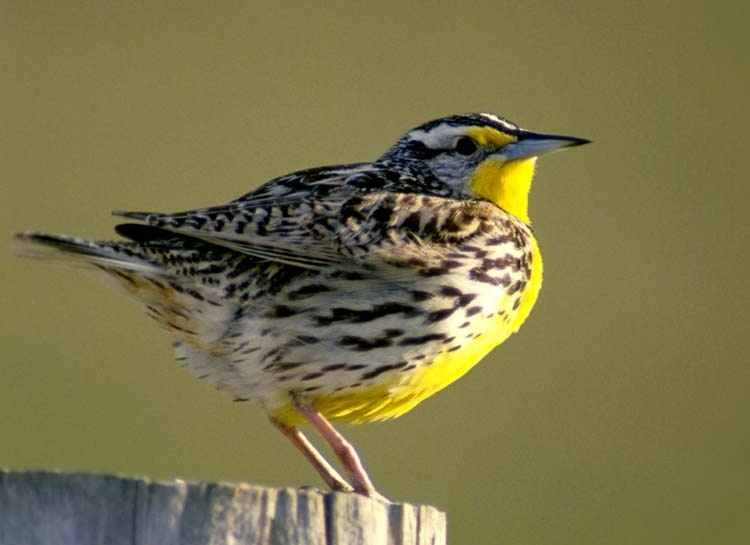
Vlhovec západní